# Sybra catopa
Sybra catopa là một loài bọ cánh cứng trong họ Cerambycidae.